# Präfektur Yamagata
Die Präfektur Yamagata (jap. 山形県, Yamagata-ken) ist eine der Präfekturen Japans.

## Geografie

Reliefkarte

Die Präfektur Yamagata befindet sich in der Region Tōhoku auf der Insel Honshū auf der der Japansee zugewandten Seite. Ihre Hauptstadt ist Yamagata.

### Berge
- Drei Berge von Dewa (Gassan, Haguro-san und Yudono-san)
- Jizo-san (1736 m)
- Juhyo-Kogen (1703 m)
- Kumano-dake (1841 m)
- Sanpokojin-san
- Zaō-san

### Flüsse und Seen
- Mogami-gawa
- Okama-Kratersee

## Wirtschaft
In der Präfektur Yamagata gibt es eine Vielzahl technologieorientierter Unternehmen, die in allen Bereichen tätig sind, von der Material- und Teilefertigung bis hin zur Herstellung von Fertigprodukten. Im Laufe der Jahre hat Yamagata seine Bearbeitungstechniken, die vor etwa 950 Jahren mit dem Eisenguss begannen, verfeinert und sich einen Namen als eines der technologisch reichsten Gebiete der Tohoku-Region gemacht, das hochwertige Präzisionsmaschinenbauteile anbietet. Mit Blick auf die Zukunft hat Yamagata die Bildung von Industrieclustern in den Bereichen Biotechnologie und organische Elektronik gefördert.

## Politik
- KPJ: 2
- Kensei Club („Präfekturpolitikclub“; mit KDP, DVP): 13
- Kōmeitō: 1
- LDP: 26

Yamagata wird seit 2009 von Gouverneurin Mieko Yoshimura regiert, die gegen Amtsinhaber Hiroshi Saitō gewählt wurde, mit Unterstützung der Demokraten und der linken Parteien SDP und KPJ sowie einzelner Liberaldemokraten, die mit Saitōs Politik unzufrieden waren. Sie wurde danach zweimal in Folge, 2013 und 2017, mangels Gegenkandidaten ohne Abstimmung im Amt bestätigt. Bei der Gouverneurswahl im Januar 2021 setzte sich Yoshimura mit Zweidrittelmehrheit gegen die von LDP und Kōmeitō unterstützte ehemalige Präfekturparlamentsabgeordnete Rika Ōuchi für eine vierte Amtszeit durch. 2025 wurde sie mit Allparteienunterstützung gegen nur einen, unabhängigen Bewerber mit rund 95 % der Stimmen für eine fünfte Amtszeit wiedergewählt und wurde damit die landesweit bisher am längsten amtierende Frau im Gouverneursamt jemals (vor Harumi Takahashi, für vier Amtszeiten Gouverneurin von Hokkaidō). Im Parlament konnte die Liberaldemokratische Partei bei den Wahlen im April 2023 mit 26 der 43 Mandate eine klare absolute Mehrheit verteidigen.
Im nationalen Parlament vertreten Yamagata drei Abgeordnete im Repräsentantenhaus und zwei Senatoren. Nach den Wahlen von 2019 und 2022, 2024 besteht die Delegation der Präfektur derzeit (Stand: November 2024) aus:
- im Repräsentantenhaus
  - für den 1. Wahlkreis mit der Hauptstadt: Toshiaki Endō (LDP, 10. Amtszeit), ehemaliger Olympiaminister im dritten Kabinett Abe,
  - für den 2. Wahlkreis im Süden und Osten: Norikazu Suzuki (LDP, 5. Amtszeit)
  - für den 3. Wahlkreis, der die Küste und den Norden von Yamagata umfasst: Ayuko Katō (LDP, 4. Amtszeit), Nachfahrin der früheren Abgeordneten Seizō und Kōichi Katō, die sich 2014 knapp gegen den parteilosen Amtsinhaber Juichi Abe durchsetzte,
- im Senat
  - bis 2028: Yasue Funayama (DVP, 3. Amtszeit), die 2022 mit 49 % der Stimmen gegen Regierungskandidatin Rika Ōuchi (44 %) wiedergewählt wurde, und
  - bis 2025: Michiya Haga (parteilos zur DVP-Fraktion, 1. Amtszeit), der als Einheitskandidat der Oppositionsparteien bei der Wahl 2019 knapp gegen die Amtsinhaberin Mizuho Ōnuma (LDP) siegte.

## Verwaltungsgliederung

Eine mit den „integrierten Zweigämtern“ (総合支庁; Unterpräfekturen) der Präfekturverwaltung korrespondierende Einteilung von Yamagata in Regionen (地方):
Murayama (村山)
Mogami (最上)
Okitama (置賜)
Shōnai (庄内)

Am Anfang nachfolgender Tabelle stehen die kreisfreien Städte, darunter ist mit der Hauptstadt Yamagata seit April 2019 eine „Kernstadt“. Kursiv dargestellt folgen danach die Landkreise (-gun, die letzten drei Stellen sind hier durch 20 teilbar), innerhalb dieser Blöcke folgen jeweils (eingerückt) die Gemeinden des betreffenden Landkreis. Bei Einführung der Schlüssel 1970 waren diese Schlüsselzahlen fortlaufend. Durch Fusionen, Eingemeindungen oder Aufwertungen zu kreisfreien Städten (-shi) entstanden aber vielerorts Lücken innerhalb der Zahlenreihen. Zwar sind die Landkreise seit den 1920er Jahren keine Verwaltungseinheiten mehr, werden aber weiterhin zur geographische Einteilung und auch bei postalischen Adressen genutzt.
Die ersten beiden Ziffern des Gebietskörperschaftscodes sind der ISO-Präfekturschlüssel von Yamagata (=JP-06), die dritte Stelle gibt die Gebietskörperschaftsart an:
- Eine 0 steht für eine Präfektur;
- eine 1 steht für eine Großstadt mit Sonderfunktionen, die in Stadtbezirke unterteilt ist, deren Stadtbezirke oder einen stadtfreien „Sonderbezirk“ (beides gibt es in Yamagata nicht);
- eine 2 kennzeichnet sonstige kreisfreie Städte (nach der englischen Übersetzung von shi als "city" manchmal auch „Großstädte“);
- die Ziffern 3 bis 7 sind für historisch kreisangehörige Städte (nach der englischen Übersetzung von machi als "town" auch „Kleinstädte“; aber manche davon sind größer als „Großstädte“) und Dörfer vorbehalten.

Anhand des Schlüssels lässt sich nicht unterschieden, ob es sich um eine Kleinstadt oder ein Dorf handelt. Darüber, was ein geographisches Objekt ist, gibt im Japanischen in der Regel das Suffix Auskunft, das außer bei Ortsteilen Teil der meisten vollständigen geographischen Namen in Japan ist, auch wenn die deutschsprachige Wikipedia es bei japanischen Geographika unterschiedlich weglässt, dranlässt, umstellt oder übersetzt. Beispiele sind Präfektur=-to/-dō/-fu/-ken, kreisfreie Stadt=-shi, Stadt=-chō/-machi, Dorf=-mura/-son, Landkreis=-gun, Region=-chihō, Ebene=-heiya, Fluss=-kawa, Berg=-yama/-san, Insel=-shima/-jima, Fürstentum=-han, Reichskreis=-dō, Provinz=-shū, Wegstation an einer frühneuzeitlichen Hauptstraße=-eki/-shuku/-juku, u. v. m. Die transkribierten vollen Namen werden in den meisten Fällen in der Artikeleinleitung genannt. Die Himmelsrichtungspräfixe in Kreisnamen gehen meist auf die Teilung von antiken Landkreisen bei deren Reaktivierung als moderne Verwaltungseinheit 1878/79 zurück, als sie zusammen mit wenigen Stadtkreisen/-ku (in Yamagata gab es gar keinen) die flächendeckende Primärunterteilung aller Präfekturen waren.
| Code                                          | Name                                          | Name     | Fläche (in km²) | Bevölkerung  | Bevölkerung     | Bevölkerungs- dichte (Ew./km²)3 | Region/ Unterpräfektur | Region/ Unterpräfektur |
| Code                                          | lat., Hepburn                                 | jap.     | 1. Januar 2023  | 1. März 2021 | 1. Oktober 2015 | 1. Oktober 2015                 | Region/ Unterpräfektur | Region/ Unterpräfektur |
| --------------------------------------------- | --------------------------------------------- | -------- | --------------- | ------------ | --------------- | ------------------------------- | ---------------------- | ---------------------- |
| 06201                                         | Yamagata-shi (Stadt Yamagata)                 | 山形市   | 381,30          | 247.234      | 253.832         | 665,7                           |                        | Murayama               |
| 06202                                         | Yonezawa-shi                                  | 米沢市   | 548,51          | 80.795       | 85.953          | 156,7                           |                        | Okitama                |
| 06203                                         | Tsuruoka-shi                                  | 鶴岡市   | 1.311,51        | 121.371      | 129.652         | 98,9                            |                        | Shōnai                 |
| 06204                                         | Sakata-shi                                    | 酒田市   | 602,98          | 99.235       | 106.244         | 176,2                           |                        | Shōnai                 |
| 06205                                         | Shinjō-shi                                    | 新庄市   | 222,85          | 34.284       | 36.894          | 165,6                           |                        | Mogami                 |
| 06206                                         | Sagae-shi                                     | 寒河江市 | 139,03          | 39.854       | 41.256          | 296,7                           |                        | Murayama               |
| 06207                                         | Kaminoyama-shi                                | 上山市   | 240,93          | 29.141       | 31.569          | 131,0                           |                        | Murayama               |
| 06208                                         | Murayama-shi                                  | 村山市   | 196,98          | 22.222       | 24.684          | 125,3                           |                        | Murayama               |
| 06209                                         | Nagai-shi                                     | 長井市   | 214,67          | 25.836       | 27.757          | 129,3                           |                        | Okitama                |
| 06210                                         | Tendō-shi                                     | 天童市   | 113,02          | 61.981       | 62.194          | 550,3                           |                        | Murayama               |
| 06211                                         | Higashine-shi                                 | 東根市   | 206,94          | 47.747       | 47.768          | 230,8                           |                        | Murayama               |
| 06212                                         | Obanazawa-shi                                 | 尾花沢市 | 372,53          | 14.760       | 16.953          | 45,5                            |                        | Murayama               |
| 06213                                         | Nan’yō-shi                                    | 南陽市   | 160,52          | 30.343       | 32.285          | 201,1                           |                        | Okitama                |
| 06300                                         | Higashi-Murayama-gun (Kreis Ost-Murayama)     | 東村山郡 | 92,60           |              | 25.732          | 277,9                           |                        | Murayama               |
| 06301                                         | Yamanobe-machi                                | 山辺町   | 61,45           | 13.610       | 14.369          | 233,8                           |                        | Murayama               |
| 06302                                         | Nakayama-machi                                | 中山町   | 31,15           | 10.617       | 11.363          | 364,8                           |                        | Murayama               |
| 06320                                         | Nishi-Murayama-gun (Kreis West-Murayama)      | 西村山郡 | 796,53          |              | 40.179          | 50,4                            |                        | Murayama               |
| 06321                                         | Kahoku-chō                                    | 河北町   | 52,45           | 17.435       | 18.952          | 361,3                           |                        | Murayama               |
| 06322                                         | Nishikawa-machi                               | 西川町   | 393,19          | 4815         | 5636            | 14,3                            |                        | Murayama               |
| 06323                                         | Asahi-machi                                   | 朝日町   | 196,81          | 6210         | 7119            | 36,2                            |                        | Murayama               |
| 06324                                         | Ōe-machi                                      | 大江町   | 154,08          | 7522         | 8472            | 55,0                            |                        | Murayama               |
| 06340                                         | Kita-Murayama-gun (Kreis Nord-Murayama)       | 北村山郡 | 79,54           |              | 7357            | 92,5                            |                        | Murayama               |
| 06341                                         | Ōishida-machi                                 | 大石田町 | 79,54           | 6417         | 7357            | 92,5                            |                        | Murayama               |
| 06360                                         | Mogami-gun                                    | 最上郡   | 1.580,38        |              | 41.001          | 25,9                            |                        | Mogami                 |
| 06361                                         | Kaneyama-machi                                | 金山町   | 161,67          | 5045         | 5829            | 36,1                            |                        | Mogami                 |
| 06362                                         | Mogami-machi                                  | 最上町   | 330,37          | 7832         | 8902            | 26,9                            |                        | Mogami                 |
| 06363                                         | Funagata-machi                                | 舟形町   | 119,04          | 4988         | 5631            | 47,3                            |                        | Mogami                 |
| 06364                                         | Mamurogawa-machi                              | 真室川町 | 374,22          | 7047         | 8137            | 21,7                            |                        | Mogami                 |
| 06365                                         | Ōkura-mura                                    | 大蔵村   | 211,63          | 2975         | 3412            | 16,1                            |                        | Mogami                 |
| 06366                                         | Sakegawa-mura                                 | 鮭川村   | 122,14          | 3791         | 4317            | 35,3                            |                        | Mogami                 |
| 06367                                         | Tozawa-mura                                   | 戸沢村   | 261,31          | 4089         | 4773            | 18,3                            |                        | Mogami                 |
| 06380                                         | Higashi-Okitama-gun (Kreis Ost-Okitama)       | 東置賜郡 | 346,86          |              | 39.633          | 114,3                           |                        | Okitama                |
| 06381                                         | Takahata-machi                                | 高畠町   | 180,26          | 22.242       | 23.882          | 132,5                           |                        | Okitama                |
| 06382                                         | Kawanishi-machi                               | 川西町   | 166,60          | 14.196       | 15.751          | 94,5                            |                        | Okitama                |
| 06400                                         | Nishi-Okitama-gun (Kreis West-Okitama)        | 西置賜郡 | 1.224,68        |              | 29.347          | 24,0                            |                        | Okitama                |
| 06401                                         | Oguni-machi                                   | 小国町   | 737,56          | 6939         | 7868            | 10,7                            |                        | Okitama                |
| 06402                                         | Shirataka-machi                               | 白鷹町   | 157,71          | 12.663       | 14.175          | 89,9                            |                        | Okitama                |
| 06403                                         | Iide-machi                                    | 飯豊町   | 329,41          | 6517         | 7304            | 22,2                            |                        | Okitama                |
| 06420                                         | Higashi-Tagawa-gun (Kreis Ost-Tagawa)         | 東田川郡 | 282,39          |              | 29.394          | 104,1                           |                        | Shōnai                 |
| 06426                                         | Mikawa-machi                                  | 三川町   | 33,22           | 7533         | 7728            | 232,6                           |                        | Shōnai                 |
| 06428                                         | Shōnai-machi                                  | 庄内町   | 249,17          | 19.977       | 21.666          | 87,0                            |                        | Shōnai                 |
| 06460                                         | Akumi-gun                                     | 飽海郡   | 208,39          |              | 14.207          | 68,2                            |                        | Shōnai                 |
| 06461                                         | Yuza-machi                                    | 遊佐町   | 208,39          | 12.895       | 14.207          | 68,2                            |                        | Shōnai                 |
| Shi-bu (Zwischensumme -shi/kreisfreie Städte) | Shi-bu (Zwischensumme -shi/kreisfreie Städte) | 市部     | 4.711,77        |              | 897.041         | 190,4                           | –                      | –                      |
| Gun-bu (Zwischensumme -gun/Landkreise)        | Gun-bu (Zwischensumme -gun/Landkreise)        | 郡部     | 4.611,38        |              | 226.850         | 49,2                            | –                      | –                      |
| 06000                                         | Yamagata-ken (Präfektur Yamagata)             | 山形県   | 9.323,15        | 1.060.158    | 1.123.891       | 120,5                           | –                      | –                      |

## Größte Orte
| VZ-Jahr    | Einwohner | Einwohner | Einwohner | Einwohner |
| VZ-Jahr    | 2015      | 2010      | 2005      | 2000      |
| ---------- | --------- | --------- | --------- | --------- |
| Yamagata   | 253.832   | 254.244   | 256.012   | 255.369   |
| Tsuruoka   | 129.652   | 136.623   | 142.384   | 100.628   |
| Sakata     | 106.244   | 111.151   | 98.278    | 101.311   |
| Yonezawa   | 85.953    | 89.401    | 93.178    | 95.396    |
| Tendō      | 62.194    | 62.214    | 63.864    | 63.231    |
| Higashine  | 47.768    | 46.414    | 45.834    | 44.800    |
| Sagae      | 41.256    | 42.373    | 43.625    | 43.379    |
| Shinjō     | 36.894    | 38.850    | 40.717    | 42.151    |
| Nan’yō     | 32.285    | 33.658    | 35.190    | 36.191    |
| Kaminoyama | 31.569    | 33.836    | 36.013    | 36.886    |
| Nagai      | 27.757    | 29.473    | 30.929    | 31.987    |
| Murayama   | 24.684    | 26.811    | 28.192    | 29.586    |
| Obanazawa  | 16.953    | 18.955    | 20.695    | 22.010    |

- Im benannten Zeitraum (2000–2015) gab es lediglich zwei Grenzänderungen bei den Städten: Die Eingliederung von 5 Gemeinden in die Stadt Tsuruoka (1. Oktober 2005) sowie die Eingliederung von 3 Gemeinden in die Stadt Sakata (1. November 2005).
- Die Zahl der Städte ist seit April 1967 unverändert: Erhebung von Nan’yō zur Stadt.

## Bevölkerungsentwicklung der Präfektur
| Census- Jahr | Gesamt- Bevölkerung | männliche Bevölkerung | weibliche Bevölkerung | Geschlechter- verhältnis Männer auf 1000 Frauen | Fläche in km² | Bevölkerungs- dichte Einw. je km2 |
| ------------ | ------------------- | --------------------- | --------------------- | ----------------------------------------------- | ------------- | --------------------------------- |
| 1920         | 968.925             | 478.328               | 490.597               | 975                                             | 9306,25       | 104,1                             |
| 1925         | 1.027.297           | 506.303               | 520.994               | 972                                             | 9306,25       | 110,4                             |
| 1930         | 1.080.034           | 532.377               | 547.657               | 972                                             | 9325,76       | 115,8                             |
| 1935         | 1.116.822           | 549.060               | 567.762               | 967                                             | 9325,76       | 119,8                             |
| 1940         | 1.119.338           | 548.404               | 570.934               | 961                                             | 9325,76       | 120,0                             |
| 1945         | 1.326.350           | 612.300               | 714.050               | 858                                             | 9325,76       | 142,2                             |
| 1950         | 1.357.347           | 660.555               | 696.792               | 948                                             | 9331,74       | 145,5                             |
| 1955         | 1.353.649           | 651.737               | 701.912               | 929                                             | 9325,15       | 145,2                             |
| 1960         | 1.320.664           | 630.997               | 689.667               | 915                                             | 9325,15       | 141,6                             |
| 1965         | 1.263.103           | 605.185               | 657.918               | 920                                             | 9325,20       | 135,5                             |
| 1970         | 1.225.618           | 587.515               | 638.103               | 921                                             | 9325,32       | 131,4                             |
| 1975         | 1.220.302           | 586.918               | 633.384               | 927                                             | 9326,11       | 130,9                             |
| 1980         | 1.251.917           | 605.407               | 646.510               | 936                                             | 9326,56       | 134,2                             |
| 1985         | 1.261.662           | 609.417               | 652.245               | 934                                             | 9326,60       | 135,3                             |
| 1990         | 1.258.390           | 607.041               | 651.349               | 932                                             | 9323,27       | 135,0                             |
| 1995         | 1.256.958           | 607.316               | 649.642               | 935                                             | 9323,32       | 134,8                             |
| 2000         | 1.244.147           | 601.372               | 642.775               | 936                                             | 9323,34       | 133,4                             |
| 2005         | 1.216.181           | 585.023               | 631.158               | 927                                             | 9323,39       | 130,4                             |
| 2010         | 1.168.924           | 560.643               | 608.281               | 922                                             | 9323,46       | 125,4                             |
| 2015         | 1.123.891           | 540.226               | 583.665               | 926                                             | 9323,15       | 120,6                             |

### Partnerschaften
- Bundesstaat Colorado in den Vereinigten Staaten
- Provinz Heilongjiang in der Volksrepublik China
- Region Irian Jaya in Indonesien

## Kultur

### Tempel, Museen & Gebäude
- Bunshokan, Yamagata: Backsteingebäude im britischen Renaissancestil
- Chido-Museum: rekonstruierte historische Gebäude
- Berg Haguro: Nationalschatz
- Domon Ken Museum: erstes Fotomuseum in Japan
- Shinjo Geschichtszentrum: Ausstellung über das Schneeland
- Tsuruoka Park, Sitz der Lehnsfamilie Sakai (1622–1868): Kirschblüte
- Uesugi-Familienmausoleum: Mausoleum umgeben von Zedern
- Ryūshaku-ji

### Traditionelle Volksschauspiele
- Kurokawa Nō-Theater, Maskentanz mit Gesang. wird von den Bauern der Gemeinde Kushibiki seit 500 Jahren aufgeführt.
- Hayashike – Bugaku, Hoftanz: In der Gemeinde Kahoku nach dem Hausgesetz der Familie Hayashike seit 1000 Jahren von Generation zu Generation überlieferter Hoftanz. Der bis heute erhaltene ursprüngliche Typus ist als wichtiges geistiges Kulturgut anerkannt.

### Feste
- 2. Wochenende im Februar, Yonezawa: Yukidōrō-Fest (Schneelaternen): Entlang der Straßen stehen Schneelaternen, die von innen beleuchtet sind.
- 29. April – 3. Mai, Yonezawa: Uesugi-Fest: Eine Schlacht aus dem 17. Jahrhundert wird nachgespielt.
- 6.–8. August, Yamagata: Hanagasa-Fest (blumenbedeckter Hut): Sommerfest mit mehr als 5000 Tänzern.
- 24.–26. August, Shinjō: Shinjō-Fest: typisches Sommerfest mit vielen Festwagen

### Freizeit
- Onsen, heiße Bäder: Akakura-, Akayu-, Atsumi-, Ginzan-, Hanezawa, Higashine, Hijiori-, Kaminoyama-, Onogawa-, Sagae-, Semi-, Shirabu-, Tendo-, Yunchama-, Yutagawa-, Zao-Onsen
- Bandai-Asahi-Nationalpark

### Wichtiger Obstanbau
- Kirschen: Mitte Juni bis Mitte Juli. In der Präfektur werden nach Volumen 70 % der Kirschen geerntet, mit Higashine als Zentrum.[12]
- Trauben: Mitte August bis Mitte Oktober
- Äpfel: Ende Oktober bis Mitte November
- Birnen: La France: Ende Oktober bis Mitte November

## Große Orte
| Gemeinde   | Einwohner |
| ---------- | --------- |
| Yamagata   | 251.614   |
| Higashine  | 47.386    |
| Kaminoyama | 30.482    |
| Murayama   | 23.741    |
| Nagai      | 26.947    |
| Nan’yō     | 31.454    |
| Obanazawa  | 15.976    |
| Sagae      | 40.576    |
| Sakata     | 103.386   |
| Shinjô     | 35.817    |
| Tendō      | 62.016    |
| Tsuruoka   | 126.016   |
| Yonezawa   | 83.567    |